# Old Post Office
The Old Post Office and Court House es un antiguo edificio histórico del gobierno federal en 295 Water Street en el centro de Augusta, Maine. Construido en 1886-1890, es uno de los mejores ejemplos sobrevivientes de la arquitectura del renacimiento románico de Maine. Fue incluido en el Registro Nacional de Lugares Históricos en 1974.

## Diseño
se encuentra en el lado este de Water Street, la principal vía comercial del centro de Augusta, en la esquina sureste con las calles Winthrop y Front. Es una estructura simétrica de granito de dos pisos y medio con una torre central, flanqueada a ambos lados por un muro y una torre más pequeña.

## Historia
Fue diseñado por Mifflin E. Bell (1846-1904), arquitecto supervisor del Departamento del Tesoro de los Estados Unidos. El mandato de Bell terminó en julio de 1887, y su sucesor, William Alfred Freret, terminó el trabajo y el edificio se inauguró en enero de 1890. El costo de construcción fue de $178.281,20. Contenía 427,600 pies cúbicos, se calentaba con vapor y contenía un montacargas hidráulico para uso de la oficina de correos.
Se amplió en algún momento durante el mandato del arquitecto de tesorería James Knox Taylor (1897 hasta mediados de 1912).
Se utilizó como juzgado y oficina de correos hasta la década de 1960, cuando se construyó un nuevo edificio federal más grande para estos usos. La Antigua Oficina de Correos se vendió como propiedad excedente a un propietario privado. Se adaptó para albergar un banco, un restaurante y una oficina, conservando en gran medida el exterior.